# تونيري (الأمير الياباني)
تونيري (28 يناير 676-6 ديسمبر 735) كان أميرا إمبراطوريا يابانيا في فترة نارا. وكان ابن الإمبراطور تينمو. وفي بداية عهد نارا، اكتسب السلطة السياسية بصفته زعيما للعائلة الإمبراطورية مع الأمير نجايا. وأشرف على تأليف كتاب تاريخ اليابان.